# Fred "Sonic" Smith
Frederick Dewey Smith (14 de septiembre de 1948 - 4 de noviembre de 1994, más conocido como Fred Sonic Smith) fue un músico estadounidense que es conocido por haber sido guitarrista de la banda de rock MC5.
Smith nació en Virginia Occidental y durante su infancia se mudó con su familia a Detroit, Míchigan, donde conoció a Wayne Kramer y a Rob Tyner, con quienes formó MC5, grupo que es considerado pionero del punk. MC5 se separó en 1972, y Smith formó un grupo llamado Ascension que se separó al año siguiente. Más tarde formó Sonic's Rendezvous Band, grupo que apenas editó un sencillo titulado "City Slang", y que no pudo conseguir un contrato discográfico, aunque en el año 1998 se editó un bootleg de una de sus presentaciones en vivo de 1978.
Smith se casó con Patti Smith en 1980, con quien tuvo dos hijos: Jackson y Jesse. También apareció en su álbum Dream of Life (que fue el regreso de Patti al mundo de la música), tocando la guitarra y participando en la producción. "Sonic" falleció el 4 de noviembre de 1994 de un ataque cardíaco.
También hay otro músico con el mismo nombre, que fue integrante de Blondie y Television.